# Seven Corners (Virginia)
Seven Corners es un lugar designado por el censo en el  condado de Fairfax, Virginia  (Estados Unidos). Según el censo de 2010 tenía una población de 9.255 habitantes.

## Demografía
Según el censo del 2000, Seven Corners tenía 8.701 habitantes, 3.304 viviendas, y 1.893 familias. La densidad de población era de 4.940,4 habitantes por km².
De las 3.304 viviendas en un 28,8%  vivían niños de menos de 18 años, en un 39,9%  vivían parejas casadas, en un 10,8% mujeres solteras, y en un 42,7% no eran unidades familiares. En el 33,7% de las viviendas  vivían personas solas el 5,5% de las cuales correspondía a personas de 65 años o más que vivían solas. El número medio de personas viviendo en cada vivienda era de 2,62 y el número medio de personas que vivían en cada familia era de 3,3.
Por edades la población se repartía de la siguiente manera: un 21,2% tenía menos de 18 años, un 11,5% entre 18 y 24, un 41,6% entre 25 y 44, un 19,5% de 45 a 60 y un 6,2% 65 años o más.
La edad media era de 32 años.  Por cada 100 mujeres de 18 o más años  había 108,9 hombres.
La renta media por vivienda era de 44.579$ y la renta media por familia de 43.211$. Los hombres tenían una renta media de 31.444$ mientras que las mujeres 30.743$. La renta per cápita de la población era de 20.475$. En torno al 15,9% de las familias y el 18,7% de la población estaban por debajo del umbral de pobreza.

## Localidades adyacentes
El siguiente diagrama muestra a las localidades más próximas a Seven Corners.